# WTA Tour 2018
WTA Tour 2018 – sezon profesjonalnych kobiecych turniejów tenisowych organizowanych przez Women’s Tennis Association w 2018 roku. WTA Tour 2018 obejmuje turnieje wielkoszlemowe (organizowane przez Międzynarodową Federację Tenisową), turnieje kategorii WTA Premier Series i WTA International Series, Puchar Federacji (organizowane przez ITF), kończące sezon zawody WTA Elite Trophy i WTA Finals.

## Kalendarz turniejów
| Wielki Szlem             |
| WTA Championships        |
| WTA Premier Mandatory    |
| WTA Premier 5            |
| WTA Premier              |
| WTA International Series |

### Styczeń
| Tydzień | Data        | Turniej                                                                       | Zwyciężczynie                     | Wynik            | Finalistki                                 | Półfinalistki                          | Ćwierćfinalistki                                                         |
| ------- | ----------- | ----------------------------------------------------------------------------- | --------------------------------- | ---------------- | ------------------------------------------ | -------------------------------------- | ------------------------------------------------------------------------ |
| 1.      | 31 grudnia  | Brisbane International Brisbane WTA Premier 1 000 000 $ – Twarda              | Elina Switolina                   | 6:2, 6:1         | Alaksandra Sasnowicz                       | Karolína Plíšková Anastasija Sevastova | Alizé Cornet Kaia Kanepi Johanna Konta Aleksandra Krunić                 |
| 1.      | 31 grudnia  | Brisbane International Brisbane WTA Premier 1 000 000 $ – Twarda              | Kiki Bertens Demi Schuurs         | 7:5, 6:2         | Andreja Klepač María José Martínez Sánchez | Karolína Plíšková Anastasija Sevastova | Alizé Cornet Kaia Kanepi Johanna Konta Aleksandra Krunić                 |
| 1.      | 31 grudnia  | Shenzhen Open Shenzhen WTA International Series 750 000 $ – Twarda            | Simona Halep                      | 6:1, 2:6, 6:0    | Kateřina Siniaková                         | Irina-Camelia Begu Marija Szarapowa    | Tímea Babos Zarina Dijas Kristýna Plíšková Aryna Sabalenka               |
| 1.      | 31 grudnia  | Shenzhen Open Shenzhen WTA International Series 750 000 $ – Twarda            | Irina-Camelia Begu Simona Halep   | 1:6, 6:1, 10–8   | Barbora Krejčíková Kateřina Siniaková      | Irina-Camelia Begu Marija Szarapowa    | Tímea Babos Zarina Dijas Kristýna Plíšková Aryna Sabalenka               |
| 1.      | 1 stycznia  | ASB Classic Auckland WTA International Series 250 000 $ – Twarda              | Julia Görges                      | 6:4, 7:6(4)      | Caroline Wozniacki                         | Hsieh Su-wei Sachia Vickery            | Polona Hercog Sofia Kenin Agnieszka Radwańska Barbora Strýcová           |
| 1.      | 1 stycznia  | ASB Classic Auckland WTA International Series 250 000 $ – Twarda              | Sara Errani Bibiane Schoofs       | 7:5, 6:1         | Eri Hozumi Miyu Katō                       | Hsieh Su-wei Sachia Vickery            | Polona Hercog Sofia Kenin Agnieszka Radwańska Barbora Strýcová           |
| 2.      | 7 stycznia  | Sydney International Sydney WTA Premier 799 000 $ – Twarda                    | Angelique Kerber                  | 6:4, 6:4         | Ashleigh Barty                             | Darja Gawriłowa Camila Giorgi          | Dominika Cibulková Garbiñe Muguruza Agnieszka Radwańska Barbora Strýcová |
| 2.      | 7 stycznia  | Sydney International Sydney WTA Premier 799 000 $ – Twarda                    | Gabriela Dabrowski Xu Yifan       | 6:3, 6:1         | Latisha Chan Andrea Sestini Hlaváčková     | Darja Gawriłowa Camila Giorgi          | Dominika Cibulková Garbiñe Muguruza Agnieszka Radwańska Barbora Strýcová |
| 2.      | 7 stycznia  | Hobart International Hobart WTA International Series 250 000 $ – Twarda       | Elise Mertens                     | 6:1, 4:6, 6:3    | Mihaela Buzărnescu                         | Łesia Curenko Heather Watson           | Monica Niculescu Alison Riske Aryna Sabalenka Donna Vekić                |
| 2.      | 7 stycznia  | Hobart International Hobart WTA International Series 250 000 $ – Twarda       | Elise Mertens Demi Schuurs        | 6:2, 6:2         | Ludmyła Kiczenok Makoto Ninomiya           | Łesia Curenko Heather Watson           | Monica Niculescu Alison Riske Aryna Sabalenka Donna Vekić                |
| 3.–4.   | 15 stycznia | Australian Open Melbourne Wielki Szlem 25 036 000 A$ – Twarda                 | Caroline Wozniacki                | 7:6(2), 3:6, 6:4 | Simona Halep                               | Angelique Kerber Elise Mertens         | Madison Keys Karolína Plíšková Carla Suárez Navarro Elina Switolina      |
| 3.–4.   | 15 stycznia | Australian Open Melbourne Wielki Szlem 25 036 000 A$ – Twarda                 | Tímea Babos Kristina Mladenovic   | 6:4, 6:3         | Jekatierina Makarowa Jelena Wiesnina       | Angelique Kerber Elise Mertens         | Madison Keys Karolína Plíšková Carla Suárez Navarro Elina Switolina      |
| 3.–4.   | 15 stycznia | Australian Open Melbourne Wielki Szlem 25 036 000 A$ – Twarda                 | Gabriela Dabrowski Mate Pavić     | 2:6, 6:4, 11–9   | Tímea Babos Rohan Bopanna                  | Angelique Kerber Elise Mertens         | Madison Keys Karolína Plíšková Carla Suárez Navarro Elina Switolina      |
| 5.      | 29 stycznia | St. Petersburg Ladies Trophy Petersburg WTA Premier 799 000 $ – Twarda (hala) | Petra Kvitová                     | 6:1, 6:2         | Kristina Mladenovic                        | Julia Görges Darja Kasatkina           | Jeļena Ostapenko Jelena Rybakina Kateřina Siniaková Caroline Wozniacki   |
| 5.      | 29 stycznia | St. Petersburg Ladies Trophy Petersburg WTA Premier 799 000 $ – Twarda (hala) | Timea Bacsinszky Wiera Zwonariowa | 2:6, 6:1, 10–3   | Ałła Kudriawcewa Katarina Srebotnik        | Julia Görges Darja Kasatkina           | Jeļena Ostapenko Jelena Rybakina Kateřina Siniaková Caroline Wozniacki   |
| 5.      | 29 stycznia | Taiwan Open Tajpej WTA International Series 250 000 $ – Twarda (hala)         | Tímea Babos                       | 7:5, 6:1         | Kateryna Kozłowa                           | Sabine Lisicki Wang Yafan              | Eugenie Bouchard Magda Linette Monica Niculescu Julija Putincewa         |
| 5.      | 29 stycznia | Taiwan Open Tajpej WTA International Series 250 000 $ – Twarda (hala)         | Duan Yingying Wang Yafan          | 7:6(4), 7:6(5)   | Nao Hibino Oksana Kalasznikowa             | Sabine Lisicki Wang Yafan              | Eugenie Bouchard Magda Linette Monica Niculescu Julija Putincewa         |

### Luty
| Tydzień | Data      | Turniej                                                                            | Zwyciężczynie                       | Wynik            | Finalistki                                 | Półfinalistki                     | Ćwierćfinalistki                                                     |
| ------- | --------- | ---------------------------------------------------------------------------------- | ----------------------------------- | ---------------- | ------------------------------------------ | --------------------------------- | -------------------------------------------------------------------- |
| 7.      | 12 lutego | Qatar Total Open Doha WTA Premier 5 3 173 000 $ – Twarda                           | Petra Kvitová                       | 3:6, 6:3, 6:4    | Garbiñe Muguruza                           | Simona Halep Caroline Wozniacki   | Catherine Bellis Caroline Garcia Julia Görges Angelique Kerber       |
| 7.      | 12 lutego | Qatar Total Open Doha WTA Premier 5 3 173 000 $ – Twarda                           | Gabriela Dabrowski Jeļena Ostapenko | 6:3, 6:3         | Andreja Klepač María José Martínez Sánchez | Simona Halep Caroline Wozniacki   | Catherine Bellis Caroline Garcia Julia Görges Angelique Kerber       |
| 8.      | 19 lutego | Dubai Tennis Championships Dubaj WTA Premier 2 623 485 $ – Twarda                  | Elina Switolina                     | 6:4, 6:0         | Darja Kasatkina                            | Angelique Kerber Garbiñe Muguruza | Caroline Garcia Naomi Ōsaka Karolína Plíšková Jelena Wiesnina        |
| 8.      | 19 lutego | Dubai Tennis Championships Dubaj WTA Premier 2 623 485 $ – Twarda                  | Chan Hao-ching Yang Zhaoxuan        | 4:6, 6:2, 10–6   | Hsieh Su-wei Peng Shuai                    | Angelique Kerber Garbiñe Muguruza | Caroline Garcia Naomi Ōsaka Karolína Plíšková Jelena Wiesnina        |
| 8.      | 19 lutego | Hungarian Ladies Open Budapeszt WTA International Series 250 000 $ – Twarda (hala) | Alison Van Uytvanck                 | 6:3, 3:6, 7:5    | Dominika Cibulková                         | Mona Barthel Viktória Kužmová     | Ysaline Bonaventure Johanna Larsson Petra Martić Zhang Shuai         |
| 8.      | 19 lutego | Hungarian Ladies Open Budapeszt WTA International Series 250 000 $ – Twarda (hala) | Georgina García Pérez Fanny Stollár | 4:6, 6:4, 10–3   | Kirsten Flipkens Johanna Larsson           | Mona Barthel Viktória Kužmová     | Ysaline Bonaventure Johanna Larsson Petra Martić Zhang Shuai         |
| 9.      | 26 lutego | Abierto Mexicano Telcel Acapulco WTA International Series 250 000 $ – Twarda       | Łesia Curenko                       | 5:7, 7:6(2), 6:2 | Stefanie Vögele                            | Darja Gawriłowa Rebecca Peterson  | Verónica Cepede Royg Kristina Mladenovic Zhang Shuai Sloane Stephens |
| 9.      | 26 lutego | Abierto Mexicano Telcel Acapulco WTA International Series 250 000 $ – Twarda       | Tatjana Maria Heather Watson        | 7:5, 2:6, 10–2   | Kaitlyn Christian Sabrina Santamaria       | Darja Gawriłowa Rebecca Peterson  | Verónica Cepede Royg Kristina Mladenovic Zhang Shuai Sloane Stephens |

### Marzec
| Tydzień | Data     | Turniej                                                                  | Zwyciężczynie                  | Wynik       | Finalistki                            | Półfinalistki                       | Ćwierćfinalistki                                                     |
| ------- | -------- | ------------------------------------------------------------------------ | ------------------------------ | ----------- | ------------------------------------- | ----------------------------------- | -------------------------------------------------------------------- |
| 10.–11. | 7 marca  | BNP Paribas Open Indian Wells WTA Premier Mandatory 8,648,508 $ – Twarda | Naomi Ōsaka                    | 6:3, 6:2    | Darja Kasatkina                       | Simona Halep Venus Williams         | Petra Martić Karolína Plíšková Carla Suárez Navarro Angelique Kerber |
| 10.–11. | 7 marca  | BNP Paribas Open Indian Wells WTA Premier Mandatory 8,648,508 $ – Twarda | Hsieh Su-wei Barbora Strýcová  | 6:4, 6:4    | Jekatierina Makarowa Jelena Wiesnina  | Simona Halep Venus Williams         | Petra Martić Karolína Plíšková Carla Suárez Navarro Angelique Kerber |
| 12.–13. | 20 marca | Miami Open Miami WTA Premier Mandatory 8,648,508 $ – Twarda              | Sloane Stephens                | 7:6(5), 6:1 | Jeļena Ostapenko                      | Wiktoryja Azaranka Danielle Collins | Karolína Plíšková Angelique Kerber Elina Switolina Venus Williams    |
| 12.–13. | 20 marca | Miami Open Miami WTA Premier Mandatory 8,648,508 $ – Twarda              | Ashleigh Barty Coco Vandeweghe | 6:2, 6:1    | Barbora Krejčíková Kateřina Siniaková | Wiktoryja Azaranka Danielle Collins | Karolína Plíšková Angelique Kerber Elina Switolina Venus Williams    |

### Kwiecień
| Tydzień | Data        | Turniej                                                                   | Zwyciężczynie                       | Wynik             | Finalistki                                 | Półfinalistki                     | Ćwierćfinalistki                                                       |
| ------- | ----------- | ------------------------------------------------------------------------- | ----------------------------------- | ----------------- | ------------------------------------------ | --------------------------------- | ---------------------------------------------------------------------- |
| 14.     | 2 kwietnia  | Charleston Open Charleston WTA Premier 734 900 $ – Ceglana                | Kiki Bertens                        | 6:2, 6:1          | Julia Görges                               | Madison Keys Anastasija Sevastova | Alizé Cornet Bernarda Pera Darja Kasatkina Kristýna Plíšková           |
| 14.     | 2 kwietnia  | Charleston Open Charleston WTA Premier 734 900 $ – Ceglana                | Ałła Kudriawcewa Katarina Srebotnik | 6:3, 6:3          | Andreja Klepač María José Martínez Sánchez | Madison Keys Anastasija Sevastova | Alizé Cornet Bernarda Pera Darja Kasatkina Kristýna Plíšková           |
| 14.     | 2 kwietnia  | Monterrey Open Monterrey WTA International Series 250 000 $ – Twarda      | Garbiñe Muguruza                    | 3:6, 6:4, 6:3     | Tímea Babos                                | Ana Bogdan Sachia Vickery         | Ajla Tomljanović Danielle Collins Mónica Puig Magdaléna Rybáriková     |
| 14.     | 2 kwietnia  | Monterrey Open Monterrey WTA International Series 250 000 $ – Twarda      | Naomi Broady Sara Sorribes Tormo    | 3:6, 6:4, 10–8    | Desirae Krawczyk Giuliana Olmos            | Ana Bogdan Sachia Vickery         | Ajla Tomljanović Danielle Collins Mónica Puig Magdaléna Rybáriková     |
| 15.     | 9 kwietnia  | Ladies Open Lugano Lugano WTA International Series 250 000 $ – Ceglana    | Elise Mertens                       | 7:5, 6:2          | Aryna Sabalenka                            | Stefanie Vögele Wiera Łapko       | Tamara Korpatsch Camila Giorgi Kirsten Flipkens Mona Barthel           |
| 15.     | 9 kwietnia  | Ladies Open Lugano Lugano WTA International Series 250 000 $ – Ceglana    | Kirsten Flipkens Elise Mertens      | 6:1, 6:3          | Wiera Łapko Aryna Sabalenka                | Stefanie Vögele Wiera Łapko       | Tamara Korpatsch Camila Giorgi Kirsten Flipkens Mona Barthel           |
| 15.     | 9 kwietnia  | Claro Open Colsanitas Bogota WTA International Series 250 000 $ – Ceglana | Anna Schmiedlová                    | 6:2, 6:4          | Lara Arruabarrena                          | Ana Bogdan Dalila Jakupović       | Emiliana Arango Johanna Larsson Magda Linette Daniela Seguel           |
| 15.     | 9 kwietnia  | Claro Open Colsanitas Bogota WTA International Series 250 000 $ – Ceglana | Dalila Jakupović Irina Chromaczowa  | 6:3, 6:4          | Mariana Duque Mariño Nadia Podoroska       | Ana Bogdan Dalila Jakupović       | Emiliana Arango Johanna Larsson Magda Linette Daniela Seguel           |
| 17.     | 23 kwietnia | Porsche Tennis Grand Prix Stuttgart WTA Premier 816 000$ – Ceglana (hala) | Karolína Plíšková                   | 7:6(2), 6:4       | Coco Vandeweghe                            | Caroline Garcia Anett Kontaveit   | Simona Halep Jeļena Ostapenko Anastasija Pawluczenkowa Elina Switolina |
| 17.     | 23 kwietnia | Porsche Tennis Grand Prix Stuttgart WTA Premier 816 000$ – Ceglana (hala) | Raquel Atawo Anna-Lena Grönefeld    | 6:4, 6:7(5), 10–5 | Nicole Melichar Květa Peschke              | Caroline Garcia Anett Kontaveit   | Simona Halep Jeļena Ostapenko Anastasija Pawluczenkowa Elina Switolina |
| 17.     | 23 kwietnia | Istanbul Cup Stambuł WTA International Series 250 000 $ – Ceglana         | Pauline Parmentier                  | 6:4, 3:6, 6:3     | Polona Hercog                              | Irina-Camelia Begu Maria Sakari   | Swietłana Kuzniecowa Arantxa Rus Donna Vekić Caroline Wozniacki        |
| 17.     | 23 kwietnia | Istanbul Cup Stambuł WTA International Series 250 000 $ – Ceglana         | Liang Chen Zhang Shuai              | 6:4, 6:4          | Xenia Knoll Anna Smith                     | Irina-Camelia Begu Maria Sakari   | Swietłana Kuzniecowa Arantxa Rus Donna Vekić Caroline Wozniacki        |
| 18.     | 30 kwietnia | WTA Prague Open Praga WTA International Series 250 000 $ – Ceglana        | Petra Kvitová                       | 4:6, 6:2, 6:3     | Mihaela Buzărnescu                         | Camila Giorgi Zhang Shuai         | Jasmine Paolini Kristýna Plíšková Kateřina Siniaková Samantha Stosur   |
| 18.     | 30 kwietnia | WTA Prague Open Praga WTA International Series 250 000 $ – Ceglana        | Nicole Melichar Květa Peschke       | 6:4, 6:2          | Mihaela Buzărnescu Lidzija Marozawa        | Camila Giorgi Zhang Shuai         | Jasmine Paolini Kristýna Plíšková Kateřina Siniaková Samantha Stosur   |
| 18.     | 30 kwietnia | Morocco Open Rabat WTA International Series 250 000 $ – Ceglana           | Elise Mertens                       | 6:2, 7:6(4)       | Ajla Tomljanović                           | Aleksandra Krunić Hsieh Su-wei    | Paula Badosa Gibert Sara Errani Jana Fett Katarina Zawacka             |
| 18.     | 30 kwietnia | Morocco Open Rabat WTA International Series 250 000 $ – Ceglana           | Anna Blinkowa Raluca Olaru          | 6:4, 6:4          | Georgina García Pérez Fanny Stollár        | Aleksandra Krunić Hsieh Su-wei    | Paula Badosa Gibert Sara Errani Jana Fett Katarina Zawacka             |

### Maj
| Tydzień | Data    | Turniej                                                                             | Zwyciężczynie                         | Wynik                  | Finalistki                                 | Półfinalistki                       | Ćwierćfinalistki                                                     |
| ------- | ------- | ----------------------------------------------------------------------------------- | ------------------------------------- | ---------------------- | ------------------------------------------ | ----------------------------------- | -------------------------------------------------------------------- |
| 19.     | 5 maja  | Madrid Open Madryt WTA Premier Mandatory 6 685 828 € – Ceglana                      | Petra Kvitová                         | 7:6(6), 4:6, 6:3       | Kiki Bertens                               | Caroline Garcia Karolína Plíšková   | Simona Halep Darja Kasatkina Carla Suárez Navarro Marija Szarapowa   |
| 19.     | 5 maja  | Madrid Open Madryt WTA Premier Mandatory 6 685 828 € – Ceglana                      | Jekatierina Makarowa Jelena Wiesnina  | 2:6, 6:4, 10–8         | Tímea Babos Kristina Mladenovic            | Caroline Garcia Karolína Plíšková   | Simona Halep Darja Kasatkina Carla Suárez Navarro Marija Szarapowa   |
| 20.     | 14 maja | Internazionali d’Italia Rzym WTA Premier 5 2 703 000 € – Ceglana                    | Elina Switolina                       | 6:0, 6:4               | Simona Halep                               | Anett Kontaveit Marija Szarapowa    | Caroline Garcia Angelique Kerber Jeļena Ostapenko Caroline Wozniacki |
| 20.     | 14 maja | Internazionali d’Italia Rzym WTA Premier 5 2 703 000 € – Ceglana                    | Ashleigh Barty Demi Schuurs           | 6:3, 6:4               | Andrea Sestini Hlaváčková Barbora Strýcová | Anett Kontaveit Marija Szarapowa    | Caroline Garcia Angelique Kerber Jeļena Ostapenko Caroline Wozniacki |
| 21.     | 20 maja | Internationaux de Strasbourg Strasburg WTA International Series 250 000 € – Ceglana | Anastasija Pawluczenkowa              | 6:7(5), 7:6(3), 7:6(6) | Dominika Cibulková                         | Ashleigh Barty Mihaela Buzărnescu   | Zarina Dijas Wang Qiang Samantha Stosur Hsieh Su-wei                 |
| 21.     | 20 maja | Internationaux de Strasbourg Strasburg WTA International Series 250 000 € – Ceglana | Mihaela Buzărnescu Raluca Olaru       | 7:5, 7:5               | Nadija Kiczenok Anastasija Rodionowa       | Ashleigh Barty Mihaela Buzărnescu   | Zarina Dijas Wang Qiang Samantha Stosur Hsieh Su-wei                 |
| 21.     | 20 maja | Nürnberger Cup Norymberga WTA International Series 250 000 € – Ceglana              | Johanna Larsson                       | 7:6(4), 6:4            | Alison Riske                               | Kirsten Flipkens Kateřina Siniaková | Kiki Bertens Sorana Cîrstea Kristýna Plíšková Fanny Stollár          |
| 21.     | 20 maja | Nürnberger Cup Norymberga WTA International Series 250 000 € – Ceglana              | Demi Schuurs Katarina Srebotnik       | 3:6, 6:3, 10–7         | Kirsten Flipkens Johanna Larsson           | Kirsten Flipkens Kateřina Siniaková | Kiki Bertens Sorana Cîrstea Kristýna Plíšková Fanny Stollár          |
| 22.–23. | 27 maja | French Open Paryż Wielki Szlem 39 000 000 € – Ceglana                               | Simona Halep                          | 3:6, 6:4, 6:1          | Sloane Stephens                            | Madison Keys Garbiñe Muguruza       | Darja Kasatkina Angelique Kerber Julija Putincewa Marija Szarapowa   |
| 22.–23. | 27 maja | French Open Paryż Wielki Szlem 39 000 000 € – Ceglana                               | Barbora Krejčíková Kateřina Siniaková | 6:3, 6:3               | Eri Hozumi Makoto Ninomiya                 | Madison Keys Garbiñe Muguruza       | Darja Kasatkina Angelique Kerber Julija Putincewa Marija Szarapowa   |
| 22.–23. | 27 maja | French Open Paryż Wielki Szlem 39 000 000 € – Ceglana                               | Latisha Chan Ivan Dodig               | 6:1, 6:7(5), 10–8      | Gabriela Dabrowski Mate Pavić              | Madison Keys Garbiñe Muguruza       | Darja Kasatkina Angelique Kerber Julija Putincewa Marija Szarapowa   |

### Czerwiec
| Tydzień | Data       | Turniej                                                                   | Zwyciężczynie                              | Wynik            | Finalistki                            | Półfinalistki                        | Ćwierćfinalistki                                                     |
| ------- | ---------- | ------------------------------------------------------------------------- | ------------------------------------------ | ---------------- | ------------------------------------- | ------------------------------------ | -------------------------------------------------------------------- |
| 24.     | 11 czerwca | Nottingham Open Nottingham WTA International Series 226 750 $ – Trawiasta | Ashleigh Barty                             | 6:3, 3:6, 6:4    | Johanna Konta                         | Naomi Ōsaka Donna Vekić              | Katie Boulter Mihaela Buzărnescu Dalila Jakupović Mona Barthel       |
| 24.     | 11 czerwca | Nottingham Open Nottingham WTA International Series 226 750 $ – Trawiasta | Alicja Rosolska Abigail Spears             | 6:3, 7:6(5)      | Mihaela Buzărnescu Heather Watson     | Naomi Ōsaka Donna Vekić              | Katie Boulter Mihaela Buzărnescu Dalila Jakupović Mona Barthel       |
| 24.     | 11 czerwca | Rosmalen Open Rosmalen WTA International Series 226 750 $ – Trawiasta     | Aleksandra Krunić                          | 6:7(0), 7:5, 6:1 | Kirsten Flipkens                      | Coco Vandeweghe Viktória Kužmová     | Alison Riske Wieronika Kudiermietowa Aryna Sabalenka Antonia Lottner |
| 24.     | 11 czerwca | Rosmalen Open Rosmalen WTA International Series 226 750 $ – Trawiasta     | Elise Mertens Demi Schuurs                 | 3:3 krecz        | Kiki Bertens Kirsten Flipkens         | Coco Vandeweghe Viktória Kužmová     | Alison Riske Wieronika Kudiermietowa Aryna Sabalenka Antonia Lottner |
| 25.     | 18 czerwca | Birmingham Classic Birmingham WTA Premier $ – Trawiasta                   | Petra Kvitová                              | 4:6, 6:1, 6:2    | Magdaléna Rybáriková                  | Barbora Strýcová Mihaela Buzărnescu  | Łesia Curenko Dalila Jakupović Julia Görges Elina Switolina          |
| 25.     | 18 czerwca | Birmingham Classic Birmingham WTA Premier $ – Trawiasta                   | Tímea Babos Kristina Mladenovic            | 4:6, 6:3, 10–8   | Elise Mertens Demi Schuurs            | Barbora Strýcová Mihaela Buzărnescu  | Łesia Curenko Dalila Jakupović Julia Görges Elina Switolina          |
| 25.     | 18 czerwca | Mallorca Open Majorka WTA International Series 226 750 $ – Trawiasta      | Tatjana Maria                              | 6:4, 7:5         | Anastasija Sevastova                  | Sofia Kenin Samantha Stosur          | Caroline Garcia Lucie Šafářová Ajla Tomljanović Alison Riske         |
| 25.     | 18 czerwca | Mallorca Open Majorka WTA International Series 226 750 $ – Trawiasta      | Andreja Klepač María José Martínez Sánchez | 6:1, 3:6, 10–3   | Lucie Šafářová Barbora Štefková       | Sofia Kenin Samantha Stosur          | Caroline Garcia Lucie Šafářová Ajla Tomljanović Alison Riske         |
| 26.     | 24 czerwca | Eastbourne International Eastbourne WTA Premier $ – Trawiasta             | Caroline Wozniacki                         | 7:5, 7:6(5)      | Aryna Sabalenka                       | Angelique Kerber Agnieszka Radwańska | Ashleigh Barty Darja Kasatkina Jeļena Ostapenko Karolína Plíšková    |
| 26.     | 24 czerwca | Eastbourne International Eastbourne WTA Premier $ – Trawiasta             | Gabriela Dabrowski Xu Yifan                | 6:3, 7:5         | Irina-Camelia Begu Mihaela Buzărnescu | Angelique Kerber Agnieszka Radwańska | Ashleigh Barty Darja Kasatkina Jeļena Ostapenko Karolína Plíšková    |

### Lipiec
| Tydzień | Data     | Turniej                                                                          | Zwyciężczynie                         | Wynik            | Finalistki                           | Półfinalistki                        | Ćwierćfinalistki                                                              |
| ------- | -------- | -------------------------------------------------------------------------------- | ------------------------------------- | ---------------- | ------------------------------------ | ------------------------------------ | ----------------------------------------------------------------------------- |
| 27.–28. | 2 lipca  | Wimbledon Londyn Wielki Szlem 18 392 000 £ – Trawiasta                           | Angelique Kerber                      | 6:3, 6:3         | Serena Williams                      | Julia Görges Jeļena Ostapenko        | Kiki Bertens Dominika Cibulková Camila Giorgi Darja Kasatkina                 |
| 27.–28. | 2 lipca  | Wimbledon Londyn Wielki Szlem 18 392 000 £ – Trawiasta                           | Barbora Krejčíková Kateřina Siniaková | 6:4, 4:6, 6:0    | Nicole Melichar Květa Peschke        | Julia Görges Jeļena Ostapenko        | Kiki Bertens Dominika Cibulková Camila Giorgi Darja Kasatkina                 |
| 27.–28. | 2 lipca  | Wimbledon Londyn Wielki Szlem 18 392 000 £ – Trawiasta                           | Nicole Melichar Alexander Peya        | 7:6(1), 6:3      | Wiktoryja Azaranka Jamie Murray      | Julia Görges Jeļena Ostapenko        | Kiki Bertens Dominika Cibulková Camila Giorgi Darja Kasatkina                 |
| 29.     | 16 lipca | Bucharest Open Bukareszt WTA International Series 250 000 $ – Ceglana            | Anastasija Sevastova                  | 7:6(4), 6:2      | Petra Martić                         | Mihaela Buzărnescu Polona Hercog     | Sorana Cîrstea Uns Dżabir Laura Siegemund Wang Yafan                          |
| 29.     | 16 lipca | Bucharest Open Bukareszt WTA International Series 250 000 $ – Ceglana            | Irina-Camelia Begu Andreea Mitu       | 6:3, 6:4         | Danka Kovinić Maryna Zanewśka        | Mihaela Buzărnescu Polona Hercog     | Sorana Cîrstea Uns Dżabir Laura Siegemund Wang Yafan                          |
| 29.     | 16 lipca | Ladies Championship Gstaad Gstaad WTA International Series 250 000 $ – Ceglana   | Alizé Cornet                          | 6:4, 7:6(6)      | Mandy Minella                        | Eugenie Bouchard Markéta Vondroušová | Wieronika Kudiermietowa Jewgienija Rodina Sara Sorribes Tormo Samantha Stosur |
| 29.     | 16 lipca | Ladies Championship Gstaad Gstaad WTA International Series 250 000 $ – Ceglana   | Alexa Guarachi Desirae Krawczyk       | 4:6, 6:4, 10–6   | Lara Arruabarrena Timea Bacsinszky   | Eugenie Bouchard Markéta Vondroušová | Wieronika Kudiermietowa Jewgienija Rodina Sara Sorribes Tormo Samantha Stosur |
| 30.     | 23 lipca | Moscow River Open Moskwa WTA International Series 750 000 $ – Ceglana            | Olga Danilović                        | 7:5, 6:7(1), 6:4 | Anastasija Potapowa                  | Alaksandra Sasnowicz Tamara Zidanšek | Julia Görges Walentina Iwachnienko Anastasija Sevastova Laura Siegemund       |
| 30.     | 23 lipca | Moscow River Open Moskwa WTA International Series 750 000 $ – Ceglana            | Anastasija Potapowa Wiera Zwonariowa  | 6:0, 6:3         | Aleksandra Panowa Galina Woskobojewa | Alaksandra Sasnowicz Tamara Zidanšek | Julia Görges Walentina Iwachnienko Anastasija Sevastova Laura Siegemund       |
| 30.     | 23 lipca | Jiangxi Women’s Tennis Open Nanchang WTA International Series 250 000 $ – Twarda | Wang Qiang                            | 7:5, 4:0 krecz   | Zheng Saisai                         | Magda Linette Zhu Lin                | Liang En-shuo Liu Fangzhou Xun Fangying Zhang Shuai                           |
| 30.     | 23 lipca | Jiangxi Women’s Tennis Open Nanchang WTA International Series 250 000 $ – Twarda | Jiang Xinyu Tang Qianhui              | 6:4, 6:4         | Lu Jingjing You Xiaodi               | Magda Linette Zhu Lin                | Liang En-shuo Liu Fangzhou Xun Fangying Zhang Shuai                           |
| 31.     | 30 lipca | San Jose Classic San Jose WTA Premier 799 000 $ – Twarda                         | Mihaela Buzărnescu                    | 6:1, 6:0         | Maria Sakari                         | Danielle Collins Elise Mertens       | Wiktoryja Azaranka Johanna Konta Ajla Tomljanović Venus Williams              |
| 31.     | 30 lipca | San Jose Classic San Jose WTA Premier 799 000 $ – Twarda                         | Latisha Chan Květa Peschke            | 6:4, 6:1         | Ludmyła Kiczenok Nadija Kiczenok     | Danielle Collins Elise Mertens       | Wiktoryja Azaranka Johanna Konta Ajla Tomljanović Venus Williams              |
| 31.     | 30 lipca | Washington Open Waszyngton WTA International Series 250 000 $ – Twarda           | Swietłana Kuzniecowa                  | 4:6, 7:6(7), 6:2 | Donna Vekić                          | Andrea Petković Zheng Saisai         | Belinda Bencic Allie Kiick Magda Linette Julija Putincewa                     |
| 31.     | 30 lipca | Washington Open Waszyngton WTA International Series 250 000 $ – Twarda           | Han Xinyun Darija Jurak               | 6:3, 6:2         | Alexa Guarachi Erin Routliffe        | Andrea Petković Zheng Saisai         | Belinda Bencic Allie Kiick Magda Linette Julija Putincewa                     |

### Sierpień
| Tydzień | Data        | Turniej                                                               | Zwyciężczynie                              | Wynik               | Finalistki                        | Półfinalistki                     | Ćwierćfinalistki                                                     |
| ------- | ----------- | --------------------------------------------------------------------- | ------------------------------------------ | ------------------- | --------------------------------- | --------------------------------- | -------------------------------------------------------------------- |
| 32.     | 6 sierpnia  | Rogers Cup Montreal WTA Premier 5 2 820 000 $ – Twarda                | Simona Halep                               | 7:6(6), 3:6, 6:4    | Sloane Stephens                   | Ashleigh Barty Elina Switolina    | Caroline Garcia Kiki Bertens Anastasija Sevastova Elise Mertens      |
| 32.     | 6 sierpnia  | Rogers Cup Montreal WTA Premier 5 2 820 000 $ – Twarda                | Ashleigh Barty Demi Schuurs                | 4:6, 6:3, 10–8      | Latisha Chan Jekatierina Makarowa | Ashleigh Barty Elina Switolina    | Caroline Garcia Kiki Bertens Anastasija Sevastova Elise Mertens      |
| 33.     | 13 sierpnia | Western & Southern Open Cincinnati WTA Premier 5 2 874 299 $ – Twarda | Kiki Bertens                               | 2:6, 7:6(4), 6:2    | Simona Halep                      | Aryna Sabalenka Petra Kvitová     | Łesia Curenko Madison Keys Elise Mertens Elina Switolina             |
| 33.     | 13 sierpnia | Western & Southern Open Cincinnati WTA Premier 5 2 874 299 $ – Twarda | Lucie Hradecká Jekatierina Makarowa        | 6:2, 7:5            | Elise Mertens Demi Schuurs        | Aryna Sabalenka Petra Kvitová     | Łesia Curenko Madison Keys Elise Mertens Elina Switolina             |
| 34.     | 20 sierpnia | Connecticut Open New Haven WTA Premier 799 000 $ – Twarda             | Aryna Sabalenka                            | 6:1, 6:4            | Carla Suárez Navarro              | Julia Görges Mónica Puig          | Belinda Bencic Caroline Garcia Petra Kvitová Jekatierina Makarowa    |
| 34.     | 20 sierpnia | Connecticut Open New Haven WTA Premier 799 000 $ – Twarda             | Andrea Sestini Hlaváčková Barbora Strýcová | 6:4, 6:7(7), 10–4   | Hsieh Su-wei Laura Siegemund      | Julia Görges Mónica Puig          | Belinda Bencic Caroline Garcia Petra Kvitová Jekatierina Makarowa    |
| 35.–36. | 27 sierpnia | US Open Nowy Jork Wielki Szlem 53 000 000 $ – Twarda                  | Naomi Ōsaka                                | 6:2, 6:4            | Serena Williams                   | Anastasija Sevastova Madison Keys | Karolína Plíšková Sloane Stephens Carla Suárez Navarro Łesia Curenko |
| 35.–36. | 27 sierpnia | US Open Nowy Jork Wielki Szlem 53 000 000 $ – Twarda                  | Ashleigh Barty Coco Vandeweghe             | 3:6, 7:6(2), 7:6(6) | Tímea Babos Kristina Mladenovic   | Anastasija Sevastova Madison Keys | Karolína Plíšková Sloane Stephens Carla Suárez Navarro Łesia Curenko |
| 35.–36. | 27 sierpnia | US Open Nowy Jork Wielki Szlem 53 000 000 $ – Twarda                  | Bethanie Mattek-Sands Jamie Murray         | 2:6, 6:3, 11–9      | Alicja Rosolska Nikola Mektić     | Anastasija Sevastova Madison Keys | Karolína Plíšková Sloane Stephens Carla Suárez Navarro Łesia Curenko |

### Wrzesień
| Tydzień | Data        | Turniej                                                                                 | Zwyciężczynie                  | Wynik            | Finalistki                                 | Półfinalistki                 | Ćwierćfinalistki                                                            |
| ------- | ----------- | --------------------------------------------------------------------------------------- | ------------------------------ | ---------------- | ------------------------------------------ | ----------------------------- | --------------------------------------------------------------------------- |
| 37.     | 10 września | Coupe Banque Nationale Québec WTA International Series 226 750 $ – Dywanowa (hala)      | Pauline Parmentier             | 7:5, 6:2         | Jessica Pegula                             | Sofia Kenin Heather Watson    | Varvara Lepchenko Rebecca Marino Petra Martić Mónica Puig                   |
| 37.     | 10 września | Coupe Banque Nationale Québec WTA International Series 226 750 $ – Dywanowa (hala)      | Asia Muhammad Maria Sanchez    | 6:4, 6:3         | Darija Jurak Xenia Knoll                   | Sofia Kenin Heather Watson    | Varvara Lepchenko Rebecca Marino Petra Martić Mónica Puig                   |
| 37.     | 10 września | Japan Women’s Open Tennis Hiroszima WTA International Series 226 750 $ – Twarda         | Hsieh Su-wei                   | 6:2, 6:2         | Amanda Anisimova                           | Wang Qiang Zhang Shuai        | Zarina Dijas Magda Linette Anna Schmiedlová Ajla Tomljanović                |
| 37.     | 10 września | Japan Women’s Open Tennis Hiroszima WTA International Series 226 750 $ – Twarda         | Eri Hozumi Zhang Shuai         | 6:2, 6:4         | Miyu Katō Makoto Ninomiya                  | Wang Qiang Zhang Shuai        | Zarina Dijas Magda Linette Anna Schmiedlová Ajla Tomljanović                |
| 38.     | 17 września | Pan Pacific Open Tokio WTA Premier 1 000 000 $ – Twarda                                 | Karolína Plíšková              | 6:4, 6:4         | Naomi Ōsaka                                | Camila Giorgi Donna Vekić     | Wiktoryja Azaranka Caroline Garcia Alison Riske Barbora Strýcová            |
| 38.     | 17 września | Pan Pacific Open Tokio WTA Premier 1 000 000 $ – Twarda                                 | Miyu Katō Makoto Ninomiya      | 6:4, 6:4         | Andrea Sestini Hlaváčková Barbora Strýcová | Camila Giorgi Donna Vekić     | Wiktoryja Azaranka Caroline Garcia Alison Riske Barbora Strýcová            |
| 38.     | 17 września | Korea Open Seul WTA International Series 226 750 $ – Twarda                             | Kiki Bertens                   | 7:6(2), 4:6, 6:2 | Ajla Tomljanović                           | Maria Sakari Hsieh Su-wei     | Jekatierina Aleksandrowa Irina-Camelia Begu Mandy Minella Jewgienija Rodina |
| 38.     | 17 września | Korea Open Seul WTA International Series 226 750 $ – Twarda                             | Choi Ji-hee Han Na-lae         | 6:3, 6:2         | Hsieh Shu-ying Hsieh Su-wei                | Maria Sakari Hsieh Su-wei     | Jekatierina Aleksandrowa Irina-Camelia Begu Mandy Minella Jewgienija Rodina |
| 38.     | 17 września | Guangzhou International Women’s Open Kanton WTA International Series 226 750 $ – Twarda | Wang Qiang                     | 6:1, 6:2         | Julija Putincewa                           | Andrea Petković Bernarda Pera | Fiona Ferro Kateryna Kozłowa Aleksandra Krunić Wiera Łapko                  |
| 38.     | 17 września | Guangzhou International Women’s Open Kanton WTA International Series 226 750 $ – Twarda | Monique Adamczak Jessica Moore | 4:6, 7:5, 10–4   | Danka Kovinić Wiera Łapko                  | Andrea Petković Bernarda Pera | Fiona Ferro Kateryna Kozłowa Aleksandra Krunić Wiera Łapko                  |
| 39.     | 24 września | Wuhan Open Wuhan WTA Premier 5 2 746 000 $ – Twarda                                     | Aryna Sabalenka                | 6:3, 6:3         | Anett Kontaveit                            | Ashleigh Barty Wang Qiang     | Dominika Cibulková Anastasija Pawluczenkowa Kateřina Siniaková Mónica Puig  |
| 39.     | 24 września | Wuhan Open Wuhan WTA Premier 5 2 746 000 $ – Twarda                                     | Elise Mertens Demi Schuurs     | 6:3, 6:3         | Andrea Sestini Hlaváčková Barbora Strýcová | Ashleigh Barty Wang Qiang     | Dominika Cibulková Anastasija Pawluczenkowa Kateřina Siniaková Mónica Puig  |
| 39.     | 24 września | Tashkent Open Taszkent WTA International Series 250 000 $ – Twarda                      | Margarita Gasparian            | 6:3, 6:3         | Anastasija Potapowa                        | Kateryna Kozłowa Mona Barthel | Anna Schmiedlová Dalila Jakupović Fanny Stollár Wiera Łapko                 |
| 39.     | 24 września | Tashkent Open Taszkent WTA International Series 250 000 $ – Twarda                      | Olga Danilović Tamara Zidanšek | 7:5, 6:3         | Irina-Camelia Begu Raluca Olaru            | Kateryna Kozłowa Mona Barthel | Anna Schmiedlová Dalila Jakupović Fanny Stollár Wiera Łapko                 |

### Październik
| Tydzień | Data            | Turniej                                                                       | Zwyciężczynie                              | Wynik            | Finalistki                            | Półfinalistki                       | Ćwierćfinalistki |
| ------- | --------------- | ----------------------------------------------------------------------------- | ------------------------------------------ | ---------------- | ------------------------------------- | ----------------------------------- | --- |
| 40.     | 1 października  | China Open Pekin WTA Premier Mandatory 8 285 274 $ – Twarda                   | Caroline Wozniacki                         | 6:3, 6:3         | Anastasija Sevastova                  | Naomi Ōsaka Wang Qiang              | Dominika Cibulková Zhang Shuai Aryna Sabalenka Kateřina Siniaková                                                           |
| 40.     | 1 października  | China Open Pekin WTA Premier Mandatory 8 285 274 $ – Twarda                   | Andrea Sestini Hlaváčková Barbora Strýcová | 4:6, 6:4, 10–8   | Gabriela Dabrowski Xu Yifan           | Naomi Ōsaka Wang Qiang              | Dominika Cibulková Zhang Shuai Aryna Sabalenka Kateřina Siniaková                                                           |
| 41.     | 8 października  | Tianjin Open Tiencin WTA International Series 750 000 $ – Twarda              | Caroline Garcia                            | 7:6(7), 6:3      | Karolína Plíšková                     | Timea Bacsinszky Hsieh Su-wei       | Katie Boulter Aryna Sabalenka Elise Mertens Petra Martić                                                                    |
| 41.     | 8 października  | Tianjin Open Tiencin WTA International Series 750 000 $ – Twarda              | Nicole Melichar Květa Peschke              | 6:4, 6:2         | Monique Adamczak Jessica Moore        | Timea Bacsinszky Hsieh Su-wei       | Katie Boulter Aryna Sabalenka Elise Mertens Petra Martić                                                                    |
| 41.     | 8 października  | Hong Kong Tennis Open Hongkong WTA International Series 750 000 $ – Twarda    | Dajana Jastremśka                          | 6:2, 6:1         | Wang Qiang                            | Garbiñe Muguruza Zhang Shuai        | Elina Switolina Luksika Kumkhum Kristína Kučová Darja Gawriłowa                                                             |
| 41.     | 8 października  | Hong Kong Tennis Open Hongkong WTA International Series 750 000 $ – Twarda    | Samantha Stosur Zhang Shuai                | 6:4, 6:4         | Shūko Aoyama Lidzija Marozawa         | Garbiñe Muguruza Zhang Shuai        | Elina Switolina Luksika Kumkhum Kristína Kučová Darja Gawriłowa                                                             |
| 41.     | 8 października  | Ladies Linz Linz WTA International Series 250 000 $ – Twarda (hala)           | Camila Giorgi                              | 6:3, 6:1         | Jekatierina Aleksandrowa              | Andrea Petković Alison Van Uytvanck | Kristina Mladenovic Anastasija Pawluczenkowa Barbora Strýcová Margarita Gasparian                                           |
| 41.     | 8 października  | Ladies Linz Linz WTA International Series 250 000 $ – Twarda (hala)           | Kirsten Flipkens Johanna Larsson           | 4:6, 6:4, 10–5   | Raquel Atawo Anna-Lena Grönefeld      | Andrea Petković Alison Van Uytvanck | Kristina Mladenovic Anastasija Pawluczenkowa Barbora Strýcová Margarita Gasparian                                           |
| 42.     | 15 października | Kremlin Cup Moskwa WTA Premier 867 766 $ – Twarda (hala)                      | Darja Kasatkina                            | 2:6, 7:6(3), 6:4 | Uns Dżabir                            | Johanna Konta Anastasija Sevastova  | Anastasija Pawluczenkowa Alaksandra Sasnowicz Anett Kontaveit Wiera Zwonariowa                                              |
| 42.     | 15 października | Kremlin Cup Moskwa WTA Premier 867 766 $ – Twarda (hala)                      | Aleksandra Panowa Laura Siegemund          | 6:2, 7:6(2)      | Darija Jurak Raluca Olaru             | Johanna Konta Anastasija Sevastova  | Anastasija Pawluczenkowa Alaksandra Sasnowicz Anett Kontaveit Wiera Zwonariowa                                              |
| 42.     | 15 października | Luxembourg Open Luksemburg WTA International Series 250 000 € – Twarda (hala) | Julia Görges                               | 6:4, 7:5         | Belinda Bencic                        | Eugenie Bouchard Dajana Jastremśka  | Donna Vekić Andrea Petković Wiera Łapko Margarita Gasparian                                                                 |
| 42.     | 15 października | Luxembourg Open Luksemburg WTA International Series 250 000 € – Twarda (hala) | Greet Minnen Alison Van Uytvanck           | 7:6(3), 6:2      | Wiera Łapko Mandy Minella             | Eugenie Bouchard Dajana Jastremśka  | Donna Vekić Andrea Petković Wiera Łapko Margarita Gasparian                                                                 |
| 43.     | 22 października | BNP Paribas WTA Finals Singapur WTA Championships 7 000 000 $ – Twarda (hala) | Elina Switolina                            | 3:6, 6:2, 6:2    | Sloane Stephens                       | Karolína Plíšková Kiki Bertens      | Angelique Kerber Caroline Wozniacki Naomi Ōsaka Petra Kvitová                                                               |
| 43.     | 22 października | BNP Paribas WTA Finals Singapur WTA Championships 7 000 000 $ – Twarda (hala) | Tímea Babos Kristina Mladenovic            | 6:4, 7:5         | Barbora Krejčíková Kateřina Siniaková | Karolína Plíšková Kiki Bertens      | Angelique Kerber Caroline Wozniacki Naomi Ōsaka Petra Kvitová                                                               |
| 44.     | 29 października | WTA Elite Trophy Zhuhai WTA Championships 2 280 935 $ – Twarda                | Ashleigh Barty                             | 6:3, 6:4         | Wang Qiang                            | Julia Görges Garbiñe Muguruza       | Darja Kasatkina Madison Keys Anastasija Sevastova Zhang Shuai Aryna Sabalenka Caroline Garcia Elise Mertens Anett Kontaveit |
| 44.     | 29 października | WTA Elite Trophy Zhuhai WTA Championships 2 280 935 $ – Twarda                | Ludmyła Kiczenok Nadija Kiczenok           | 6:4, 3:6, 10–7   | Shūko Aoyama Lidzija Marozawa         | Julia Görges Garbiñe Muguruza       | Darja Kasatkina Madison Keys Anastasija Sevastova Zhang Shuai Aryna Sabalenka Caroline Garcia Elise Mertens Anett Kontaveit |

## Wielki Szlem
| Turniej         | Gra pojedyncza     | Gra podwójna                          | Gra mieszana                       |
| Australian Open | Caroline Wozniacki | Tímea Babos Kristina Mladenovic       | Gabriela Dabrowski Mate Pavić      |
| French Open     | Simona Halep       | Barbora Krejčíková Kateřina Siniaková | Latisha Chan Ivan Dodig            |
| Wimbledon       | Angelique Kerber   | Barbora Krejčíková Kateřina Siniaková | Nicole Melichar Alexander Peya     |
| US Open         | Naomi Ōsaka        | Ashleigh Barty Coco Vandeweghe        | Bethanie Mattek-Sands Jamie Murray |

## Wygrane turnieje

### Klasyfikacja tenisistek
| Wygrane | Zawodniczka                 | S | D | M | S | D | S | D | S | D | S | D | S | D | S | D | M |
| ------- | --------------------------- | - | - | - | - | - | - | - | - | - | - | - | - | - | - | - | - |
| 7       | Demi Schuurs                |   |   |   |   |   |   |   |   | 3 |   | 1 |   | 3 | 0 | 7 | 0 |
| 7       | Elise Mertens               |   |   |   |   |   |   |   |   | 1 |   |   | 3 | 3 | 3 | 4 | 0 |
| 6       | Ashleigh Barty              |   | 1 |   | 1 |   |   | 1 |   | 2 |   |   | 1 |   | 2 | 4 | 0 |
| 5       | Petra Kvitová               |   |   |   |   |   | 1 |   | 1 |   | 2 |   | 1 |   | 5 | 0 | 0 |
| 4       | Simona Halep                | 1 |   |   |   |   |   |   | 1 |   |   |   | 1 | 1 | 3 | 1 | 0 |
| 4       | Tímea Babos                 |   | 1 |   |   | 1 |   |   |   |   |   | 1 | 1 |   | 1 | 3 | 0 |
| 4       | Gabriela Dabrowski          |   |   | 1 |   |   |   |   |   | 1 |   | 2 |   |   | 0 | 3 | 1 |
| 4       | Elina Switolina             |   |   |   | 1 |   |   |   | 1 |   | 2 |   |   |   | 4 | 0 | 0 |
| 4       | Kiki Bertens                |   |   |   |   |   |   |   | 1 |   | 1 | 1 | 1 |   | 3 | 1 | 0 |
| 3       | Caroline Wozniacki          | 1 |   |   |   |   | 1 |   |   |   | 1 |   |   |   | 3 | 0 | 0 |
| 3       | Kristina Mladenovic         |   | 1 |   |   | 1 |   |   |   |   |   | 1 |   |   | 0 | 3 | 0 |
| 3       | Nicole Melichar             |   |   | 1 |   |   |   |   |   |   |   |   |   | 2 | 0 | 2 | 1 |
| 3       | Barbora Strýcová            |   |   |   |   |   |   | 2 |   |   |   | 1 |   |   | 0 | 3 | 0 |
| 3       | Květa Peschke               |   |   |   |   |   |   |   |   |   |   | 1 |   | 2 | 0 | 3 | 0 |
| 3       | Zhang Shuai                 |   |   |   |   |   |   |   |   |   |   |   |   | 3 | 0 | 3 | 0 |
| 2       | Naomi Ōsaka                 | 1 |   |   |   |   | 1 |   |   |   |   |   |   |   | 2 | 0 | 0 |
| 2       | Angelique Kerber            | 1 |   |   |   |   |   |   |   |   | 1 |   |   |   | 2 | 0 | 0 |
| 2       | Barbora Krejčíková          |   | 2 |   |   |   |   |   |   |   |   |   |   |   | 0 | 2 | 0 |
| 2       | Kateřina Siniaková          |   | 2 |   |   |   |   |   |   |   |   |   |   |   | 0 | 2 | 0 |
| 2       | Coco Vandeweghe             |   | 1 |   |   |   |   | 1 |   |   |   |   |   |   | 0 | 2 | 0 |
| 2       | Latisha Chan                |   |   | 1 |   |   |   |   |   |   |   | 1 |   |   | 0 | 1 | 1 |
| 2       | Jekatierina Makarowa        |   |   |   |   |   |   | 1 |   | 1 |   |   |   |   | 0 | 2 | 0 |
| 2       | Andrea Sestini Hlaváčková   |   |   |   |   |   |   | 1 |   |   |   | 1 |   |   | 0 | 2 | 0 |
| 2       | Hsieh Su-wei                |   |   |   |   |   |   | 1 |   |   |   |   | 1 |   | 1 | 1 | 0 |
| 2       | Karolína Plíšková           |   |   |   |   |   |   |   |   |   | 2 |   |   |   | 2 | 0 | 0 |
| 2       | Aryna Sabalenka             |   |   |   |   |   |   |   | 1 |   | 1 |   |   |   | 2 | 0 | 0 |
| 2       | Mihaela Buzărnescu          |   |   |   |   |   |   |   |   |   | 1 |   |   | 1 | 1 | 1 | 0 |
| 2       | Xu Yifan                    |   |   |   |   |   |   |   |   |   |   | 2 |   |   | 0 | 2 | 0 |
| 2       | Katarina Srebotnik          |   |   |   |   |   |   |   |   |   |   | 1 |   | 1 | 0 | 2 | 0 |
| 2       | Wiera Zwonariowa            |   |   |   |   |   |   |   |   |   |   | 1 |   | 1 | 0 | 2 | 0 |
| 2       | Julia Görges                |   |   |   |   |   |   |   |   |   |   |   | 2 |   | 2 | 0 | 0 |
| 2       | Pauline Parmentier          |   |   |   |   |   |   |   |   |   |   |   | 2 |   | 2 | 0 | 0 |
| 2       | Wang Qiang                  |   |   |   |   |   |   |   |   |   |   |   | 2 |   | 2 | 0 | 0 |
| 2       | Olga Danilović              |   |   |   |   |   |   |   |   |   |   |   | 1 | 1 | 1 | 1 | 0 |
| 2       | Johanna Larsson             |   |   |   |   |   |   |   |   |   |   |   | 1 | 1 | 1 | 1 | 0 |
| 2       | Tatjana Maria               |   |   |   |   |   |   |   |   |   |   |   | 1 | 1 | 1 | 1 | 0 |
| 2       | Alison Van Uytvanck         |   |   |   |   |   |   |   |   |   |   |   | 1 | 1 | 1 | 1 | 0 |
| 2       | Irina-Camelia Begu          |   |   |   |   |   |   |   |   |   |   |   |   | 2 | 0 | 2 | 0 |
| 2       | Kirsten Flipkens            |   |   |   |   |   |   |   |   |   |   |   |   | 2 | 0 | 2 | 0 |
| 2       | Raluca Olaru                |   |   |   |   |   |   |   |   |   |   |   |   | 2 | 0 | 2 | 0 |
| 1       | Bethanie Mattek-Sands       |   |   | 1 |   |   |   |   |   |   |   |   |   |   | 0 | 0 | 1 |
| 1       | Ludmyła Kiczenok            |   |   |   |   | 1 |   |   |   |   |   |   |   |   | 0 | 1 | 0 |
| 1       | Nadija Kiczenok             |   |   |   |   | 1 |   |   |   |   |   |   |   |   | 0 | 1 | 0 |
| 1       | Sloane Stephens             |   |   |   |   |   | 1 |   |   |   |   |   |   |   | 1 | 0 | 0 |
| 1       | Jelena Wiesnina             |   |   |   |   |   |   | 1 |   |   |   |   |   |   | 0 | 1 | 0 |
| 1       | Lucie Hradecká              |   |   |   |   |   |   |   |   | 1 |   |   |   |   | 0 | 1 | 0 |
| 1       | Jeļena Ostapenko            |   |   |   |   |   |   |   |   | 1 |   |   |   |   | 0 | 1 | 0 |
| 1       | Darja Kasatkina             |   |   |   |   |   |   |   |   |   | 1 |   |   |   | 1 | 0 | 0 |
| 1       | Raquel Atawo                |   |   |   |   |   |   |   |   |   |   | 1 |   |   | 0 | 1 | 0 |
| 1       | Timea Bacsinszky            |   |   |   |   |   |   |   |   |   |   | 1 |   |   | 0 | 1 | 0 |
| 1       | Chan Hao-ching              |   |   |   |   |   |   |   |   |   |   | 1 |   |   | 0 | 1 | 0 |
| 1       | Anna-Lena Grönefeld         |   |   |   |   |   |   |   |   |   |   | 1 |   |   | 0 | 1 | 0 |
| 1       | Ałła Kudriawcewa            |   |   |   |   |   |   |   |   |   |   | 1 |   |   | 0 | 1 | 0 |
| 1       | Aleksandra Panowa           |   |   |   |   |   |   |   |   |   |   | 1 |   |   | 0 | 1 | 0 |
| 1       | Laura Siegemund             |   |   |   |   |   |   |   |   |   |   | 1 |   |   | 0 | 1 | 0 |
| 1       | Yang Zhaoxuan               |   |   |   |   |   |   |   |   |   |   | 1 |   |   | 0 | 1 | 0 |
| 1       | Alizé Cornet                |   |   |   |   |   |   |   |   |   |   |   | 1 |   | 1 | 0 | 0 |
| 1       | Łesia Curenko               |   |   |   |   |   |   |   |   |   |   |   | 1 |   | 1 | 0 | 0 |
| 1       | Margarita Gasparian         |   |   |   |   |   |   |   |   |   |   |   | 1 |   | 1 | 0 | 0 |
| 1       | Caroline Garcia             |   |   |   |   |   |   |   |   |   |   |   | 1 |   | 1 | 0 | 0 |
| 1       | Camila Giorgi               |   |   |   |   |   |   |   |   |   |   |   | 1 |   | 1 | 0 | 0 |
| 1       | Dajana Jastremśka           |   |   |   |   |   |   |   |   |   |   |   | 1 |   | 1 | 0 | 0 |
| 1       | Aleksandra Krunić           |   |   |   |   |   |   |   |   |   |   |   | 1 |   | 1 | 0 | 0 |
| 1       | Swietłana Kuzniecowa        |   |   |   |   |   |   |   |   |   |   |   | 1 |   | 1 | 0 | 0 |
| 1       | Garbiñe Muguruza            |   |   |   |   |   |   |   |   |   |   |   | 1 |   | 1 | 0 | 0 |
| 1       | Anastasija Pawluczenkowa    |   |   |   |   |   |   |   |   |   |   |   | 1 |   | 1 | 0 | 0 |
| 1       | Anna Schmiedlová            |   |   |   |   |   |   |   |   |   |   |   | 1 |   | 1 | 0 | 0 |
| 1       | Anastasija Sevastova        |   |   |   |   |   |   |   |   |   |   |   | 1 |   | 1 | 0 | 0 |
| 1       | Monique Adamczak            |   |   |   |   |   |   |   |   |   |   |   |   | 1 | 0 | 1 | 0 |
| 1       | Anna Blinkowa               |   |   |   |   |   |   |   |   |   |   |   |   | 1 | 0 | 1 | 0 |
| 1       | Naomi Broady                |   |   |   |   |   |   |   |   |   |   |   |   | 1 | 0 | 1 | 0 |
| 1       | Irina Chromaczowa           |   |   |   |   |   |   |   |   |   |   |   |   | 1 | 0 | 1 | 0 |
| 1       | Choi Ji-hee                 |   |   |   |   |   |   |   |   |   |   |   |   | 1 | 0 | 1 | 0 |
| 1       | Duan Yingying               |   |   |   |   |   |   |   |   |   |   |   |   | 1 | 0 | 1 | 0 |
| 1       | Sara Errani                 |   |   |   |   |   |   |   |   |   |   |   |   | 1 | 0 | 1 | 0 |
| 1       | Georgina García Pérez       |   |   |   |   |   |   |   |   |   |   |   |   | 1 | 0 | 1 | 0 |
| 1       | Alexa Guarachi              |   |   |   |   |   |   |   |   |   |   |   |   | 1 | 0 | 1 | 0 |
| 1       | Han Na-lae                  |   |   |   |   |   |   |   |   |   |   |   |   | 1 | 0 | 1 | 0 |
| 1       | Han Xinyun                  |   |   |   |   |   |   |   |   |   |   |   |   | 1 | 0 | 1 | 0 |
| 1       | Eri Hozumi                  |   |   |   |   |   |   |   |   |   |   |   |   | 1 | 0 | 1 | 0 |
| 1       | Dalila Jakupović            |   |   |   |   |   |   |   |   |   |   |   |   | 1 | 0 | 1 | 0 |
| 1       | Darija Jurak                |   |   |   |   |   |   |   |   |   |   |   |   | 1 | 0 | 1 | 0 |
| 1       | Jiang Xinyu                 |   |   |   |   |   |   |   |   |   |   |   |   | 1 | 0 | 1 | 0 |
| 1       | Miyu Katō                   |   |   |   |   |   |   |   |   |   |   |   |   | 1 | 0 | 1 | 0 |
| 1       | Andreja Klepač              |   |   |   |   |   |   |   |   |   |   |   |   | 1 | 0 | 1 | 0 |
| 1       | Desirae Krawczyk            |   |   |   |   |   |   |   |   |   |   |   |   | 1 | 0 | 1 | 0 |
| 1       | Liang Chen                  |   |   |   |   |   |   |   |   |   |   |   |   | 1 | 0 | 1 | 0 |
| 1       | María José Martínez Sánchez |   |   |   |   |   |   |   |   |   |   |   |   | 1 | 0 | 1 | 0 |
| 1       | Greet Minnen                |   |   |   |   |   |   |   |   |   |   |   |   | 1 | 1 | 1 | 0 |
| 1       | Andreea Mitu                |   |   |   |   |   |   |   |   |   |   |   |   | 1 | 0 | 1 | 0 |
| 1       | Jessica Moore               |   |   |   |   |   |   |   |   |   |   |   |   | 1 | 0 | 1 | 0 |
| 1       | Asia Muhammad               |   |   |   |   |   |   |   |   |   |   |   |   | 1 | 0 | 1 | 0 |
| 1       | Makoto Ninomiya             |   |   |   |   |   |   |   |   |   |   |   |   | 1 | 0 | 1 | 0 |
| 1       | Anastasija Potapowa         |   |   |   |   |   |   |   |   |   |   |   |   | 1 | 0 | 1 | 0 |
| 1       | Alicja Rosolska             |   |   |   |   |   |   |   |   |   |   |   |   | 1 | 0 | 1 | 0 |
| 1       | Maria Sanchez               |   |   |   |   |   |   |   |   |   |   |   |   | 1 | 0 | 1 | 0 |
| 1       | Bibiane Schoofs             |   |   |   |   |   |   |   |   |   |   |   |   | 1 | 0 | 1 | 0 |
| 1       | Sara Sorribes Tormo         |   |   |   |   |   |   |   |   |   |   |   |   | 1 | 0 | 1 | 0 |
| 1       | Abigail Spears              |   |   |   |   |   |   |   |   |   |   |   |   | 1 | 0 | 1 | 0 |
| 1       | Fanny Stollár               |   |   |   |   |   |   |   |   |   |   |   |   | 1 | 0 | 1 | 0 |
| 1       | Samantha Stosur             |   |   |   |   |   |   |   |   |   |   |   |   | 1 | 0 | 1 | 0 |
| 1       | Tang Qianhui                |   |   |   |   |   |   |   |   |   |   |   |   | 1 | 0 | 1 | 0 |
| 1       | Wang Yafan                  |   |   |   |   |   |   |   |   |   |   |   |   | 1 | 0 | 1 | 0 |
| 1       | Heather Watson              |   |   |   |   |   |   |   |   |   |   |   |   | 1 | 0 | 1 | 0 |
| 1       | Tamara Zidanšek             |   |   |   |   |   |   |   |   |   |   |   |   | 1 | 0 | 1 | 0 |

### Klasyfikacja państw
| Wygrane | Państwo           | S | D | M | S | D | S | D | S | D | S | D | S | D | S | D  | M |
| ------- | ----------------- | - | - | - | - | - | - | - | - | - | - | - | - | - | - | -- | - |
| 20      | Czechy            |   | 4 |   |   |   | 1 | 3 | 1 | 1 | 4 | 3 | 1 | 2 | 7 | 13 | 0 |
| 14      | Rosja             |   |   |   |   |   |   | 2 |   | 1 | 1 | 3 | 3 | 4 | 4 | 10 | 0 |
| 14      | Chiny             |   |   |   |   |   |   |   |   |   |   | 3 | 2 | 9 | 2 | 12 | 0 |
| 12      | Stany Zjednoczone |   | 1 | 2 |   |   | 1 | 1 |   |   |   | 1 |   | 6 | 1 | 9  | 2 |
| 12      | Belgia            |   |   |   |   |   |   |   |   | 1 |   |   | 4 | 7 | 4 | 8  | 0 |
| 11      | Rumunia           | 1 |   |   |   |   |   |   | 1 |   |   |   | 2 | 7 | 4 | 7  | 0 |
| 11      | Holandia          |   |   |   |   |   |   |   | 1 | 3 | 1 | 2 |   | 4 | 2 | 9  | 0 |
| 9       | Australia         |   | 1 |   | 1 |   |   | 1 |   | 2 |   |   | 1 | 3 | 2 | 7  | 0 |
| 8       | Niemcy            | 1 |   |   |   |   |   |   |   |   | 1 | 2 | 3 | 1 | 5 | 3  | 0 |
| 8       | Ukraina           |   |   |   | 1 | 2 |   |   | 1 |   | 2 |   | 2 |   | 6 | 2  | 0 |
| 5       | Japonia           | 1 |   |   |   |   | 1 |   |   |   |   | 2 |   | 1 | 2 | 3  | 0 |
| 5       | Francja           |   | 1 |   |   | 1 |   |   |   |   |   | 1 | 2 |   | 2 | 3  | 0 |
| 5       | Węgry             |   | 1 |   |   | 1 |   |   |   |   |   | 1 | 1 | 1 | 1 | 4  | 0 |
| 5       | Chińskie Tajpej   |   |   | 1 |   |   |   | 1 |   |   |   | 2 | 1 |   | 1 | 3  | 1 |
| 5       | Słowenia          |   |   |   |   |   |   |   |   |   |   | 1 | 1 | 3 | 1 | 4  | 0 |
| 4       | Kanada            |   |   | 1 |   |   |   |   |   | 1 |   | 2 |   |   | 0 | 3  | 1 |
| 4       | Hiszpania         |   |   |   |   |   |   |   |   |   |   |   | 1 | 3 | 1 | 3  | 0 |
| 3       | Dania             | 1 |   |   |   |   | 1 |   |   |   | 1 |   |   |   | 3 | 0  | 0 |
| 3       | Serbia            |   |   |   |   |   |   |   |   |   |   |   | 2 | 1 | 2 | 1  | 0 |
| 2       | Białoruś          |   |   |   |   |   |   |   | 1 |   |   | 1 |   |   | 1 | 1  | 0 |
| 2       | Łotwa             |   |   |   |   |   |   |   |   | 1 |   |   | 1 |   | 1 | 1  | 0 |
| 2       | Szwecja           |   |   |   |   |   |   |   |   |   |   |   | 1 | 1 | 1 | 1  | 0 |
| 2       | Włochy            |   |   |   |   |   |   |   |   |   |   |   | 1 | 1 | 1 | 1  | 0 |
| 2       | Korea Południowa  |   |   |   |   |   |   |   |   |   |   |   |   | 2 | 0 | 2  | 0 |
| 2       | Wielka Brytania   |   |   |   |   |   |   |   |   |   |   |   |   | 2 | 0 | 2  | 0 |
| 1       | Szwajcaria        |   |   |   |   |   |   |   |   |   |   | 1 |   |   | 0 | 1  | 0 |
| 1       | Słowacja          |   |   |   |   |   |   |   |   |   |   |   | 1 |   | 1 | 0  | 0 |
| 1       | Chile             |   |   |   |   |   |   |   |   |   |   |   |   | 1 | 0 | 1  | 0 |
| 1       | Chorwacja         |   |   |   |   |   |   |   |   |   |   |   |   | 1 | 0 | 1  | 0 |
| 1       | Polska            |   |   |   |   |   |   |   |   |   |   |   |   | 1 | 0 | 1  | 0 |

## Obronione tytuły
- Elise Mertens – Hobart (singiel)
- Elina Switolina – Dubai (singiel), Rzym (singiel)
- Łesia Curenko – Acapulco (singiel)
- Raquel Atawo – Stuttgart (debel)
- Květa Peschke – Praga (debel)
- Petra Kvitová – Birmingham (singiel)
- Irina-Camelia Begu – Bukareszt (debel)
- Jiang Xinyu – Nanchang (debel)
- Tang Qianhui – Nanchang (debel)
- Tímea Babos – BNP Paribas WTA Finals (debel)